# Cueva de Elías

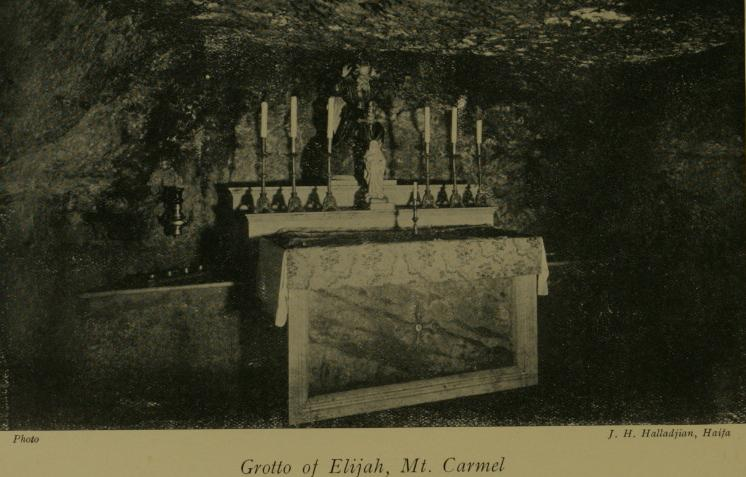
Una de las cuevas asociadas con Elías, Monasterio de Stella Maris en el Monte Carmelo en Haifa.

La Cueva de Elías es una gruta en la que según la Biblia, el profeta Elías se refugió durante un viaje por el desierto.
En el Libro de los Reyes, Elías había estado viajando por 40 días y 40 noches. Después se refugia en una cueva en el Monte Horeb donde pasó la noche. Al despertar, Dios se comunica con él y le insta que salga y que vuelva sobre sus pasos.
La ubicación exacta de la cueva es desconocida. Hay una "Cueva de Elías" en el Monte Carmelo en Haifa, venerada durante siglos por judíos, cristianos y musulmanes. Otra cueva asociada con Elías se encuentra cerca del altar de la iglesia principal del Monasterio de Stella Maris, también en el Monte Carmelo.